# Cecilia Morel

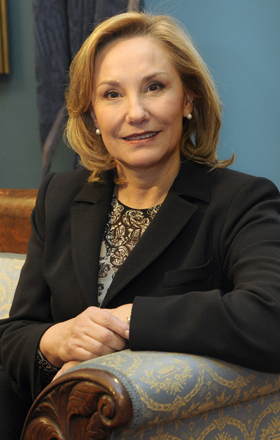
Cecilia Morel als First Lady von Chile

María Cecilia Morel Montes (* 14. Januar 1954 in Santiago de Chile) ist eine chilenische Familienberaterin und Milliardärin. Während der beiden Amtszeiten ihres Mannes Sebastián Piñera (1949–2024) als Präsident von Chile von 2010 bis 2014 und von 2018 bis 2022 war sie Primera Dama des Landes.

## Leben und Karriere
Cecilia Moral Montes ist das vierte von sieben Kindern des Ehepaares Eduardo Morel und Paulina Montes. Sie hat sowohl mütterlicher- als auch väterlicherseits Wurzeln in einer Familie von Schriftstellern, Akademikern und Politikern. Ihr Onkel mütterlicherseits, Hugo Montes, war Doktor der Romanistik an der Albert-Ludwigs-Universität Freiburg. Ihre Tante väterlicherseits, Alicia Morel, war eine bekannte chilenische Kinderbuchautorin und Dramatikerin. Sie besuchte die Jeanne-D’arc-Schule in Providencia, eine private französischsprachige katholische Bildungseinrichtung.
1973 begann sie eine Beziehung mit Sebastián Piñera, der zu dieser Zeit ihr Nachbar in Las Condes war, dem Reichenviertel der chilenischen Hauptstadt. Noch im selben Jahr heirateten sie. Morel studierte Krankenpflege an der Päpstlichen Katholischen Universität von Chile, während Piñera in die Vereinigten Staaten zog, um ein Aufbaustudium in Wirtschaftswissenschaften an der Harvard University zu absolvieren. Sie unterbrach ihr Studium und begleitete ihn drei Jahre lang in Nordamerika, von wo sie 1976 gemeinsam zurückkehrten. Später studierte sie Familienberatung am Carlos-Casanueva-Institut, wo sie sich als Familienberaterin qualifizierte. Dazu absolvierte sie eine Zusatzausbildung für Soziale Arbeit an der Universidad Mayor. Sie konzentrierte sich insbesondere auf die Unterstützung von Familien in extremer Armut. Gemeinsam mit Enrique Cueto gründete sie in Conchalí die Einrichtung Casa de la Juventud, ein Jugendheim, das Personen in ernsthaften sozialen Schwierigkeiten aufnimmt und ihnen hilft, sich erfolgreich in das Berufs- und Bildungsleben zu reintegrieren. Im weiteren Verlauf entwickelte sie ein Rehabilitationsprogramm für jugendliche Straftäter, die im Gefängnis Puente Alto untergebracht waren.
Am 11. März 2010 trat sie in die Stellung als Primera Dama von Chile ein, eine protokollarische Position, die sich aus ihrer Ehe mit dem chilenischen Präsidenten ableitet. Sie leitete den soziokulturellen Bereich des Präsidialamtes, der auch mehrere soziale Hilfsprogramme organisierte. Ein Meilenstein war die Einführung des Programms Elige Vivir Sano („Entscheide dich für ein gesundes Leben“), das bedeutende legislative Veränderungen zur Verbesserung der Ernährung und zur Förderung körperlicher Aktivität in Chile bewirkte, insbesondere in Anbetracht der hohen Quoten von Übergewicht und Bewegungsmangel im Land. Zusätzlich hielt sie Vorträge zusammen mit Psychologen und anderen Fachleuten über das Thema Resilienz für die Betroffenen und Angehörigen der Opfer des Erdbebens und Tsunamis im Jahr 2010 sowie anderer Naturkatastrophen. Nach dem Ende der ersten Amtszeit ihres Ehemanns 2014 gründete Morel die Chile-Vive-Sano-Stiftung. Ziel dieser Stiftung ist es, die politischen Initiativen ihres Programms weiterzuführen.
Wenige Monate nach dem Tod ihres Mannes im Februar 2024 trat sie wieder in der Öffentlichkeit auf, um politische Persönlichkeiten des chilenischen Mitte-Rechts-Bündnisses zu unterstützen. Im August desselben Jahres gab sie im Rahmen eines Festakts die Gründung der Sebastián-Piñera-Stiftung bekannt. Piñera hinterließ ein geschätztes Vermögen von rund 2,9 Milliarden US-Dollar, über das seine Familie mithilfe der Stiftung verfügt.